# باول ميلر (لاعب اتحاد الرغبي)
باول ميلر (بالإنجليزية: Paul Miller)‏ هو لاعب اتحاد الرغبي نيوزيلندي، ولد في 31 أغسطس 1977 في Gore, New Zealand ‏ في نيوزيلندا.